# Satratossina-H
La Satratossina-H è una micotossina tricotecene prodotta dalla muffa Stachybotrys chartarum ed è tossica sia per gli esseri umani che per gli animali, cagionando un quadro clinico conosciuto sotto il nome di Stachybotrotossicosi.

## Proprietà
La Satratossina-H è pressoché insolubile in acqua, ma è facilmente solubile in alcooli e solventi polari come etanolo, metanolo, isopropanolo, acetone e cloroformio.

## Effetti
La Satratossina-H è estremamente versatile. L'ingestione, l'inalazione o qualsiasi altro tipo di contatto genera sintomi quali:
- Rash cutaneo e dermatite
- Epistassi
- Dolore toracico
- Emorragia polmonare (sanguinamento nei polmoni)
- Ipertermia (aumento della temperatura)
- Mal di testa
- Affaticamento

In ogni caso, se consumata in grandi quantità può essere letale.
Questa tossina ha scarso effetto sulla pelle nuda. Tuttavia, su superfici sensibili (occhi, interno della bocca o del naso), può irritare la pelle o causare un rash cutaneo.